# Armeško
Armeško je naselje v Občini Krško. Spada v krajevno skupnost Brestanica in župnijo Brestanica.
Slab kilometer od naselja se nahaja manjše plezališče. Ponuja težavnosti od 4b+ do 7b+.